# She's So Cold
"She's So Cold" er en sang fra det engelske rock ’n’ roll band The Rolling Stones, og udgivet som single fra albummet Emotional Rescue i 1980. 
Indspilningerne til sangen begyndte tidligt i januar og februar 1978. Mick Jagger sang, mens Keith Richards og Ron Wood spillede elektriske guitarer. Bass og trommer blev spillet henholdsvis af Bill Wyman og Charlie Watts. Bobby Keys spillede saxofon, mens perkussion blev spillet af Michael Shrieve. Koret var Jagger og Richards .
Singlen ”She's So Cold” blev nummer 33. på UK Singles Chart, og nummer 26. på den amerikanske Billboard Hot 100, da den blev udgivet den 22. september, 1980.

### Fodnote
1. ↑  She's So Cold